# Basedowia
Basedowia é um género botânico pertencente à família Asteraceae.
A sua única espécie é Basedowia tenerrima, sendo originária da Austrália.
Basedowia tenerrima foi descrita por (F.Muell. & Tate) J.M.Black e publicada em Flora of South Australia 4: 652, 1929.
Trata-se de um género reconhecido pelo sistema de classificação filogenética Angiosperm Phylogeny Website.

## Sinonímia
- Basedowia helichrysoides E.Pritz.
- Calomeria tenerrima (F.Muell. & Tate) Heine
- Humea tenerrima F.Muell. & Tate[5]